# Avatara

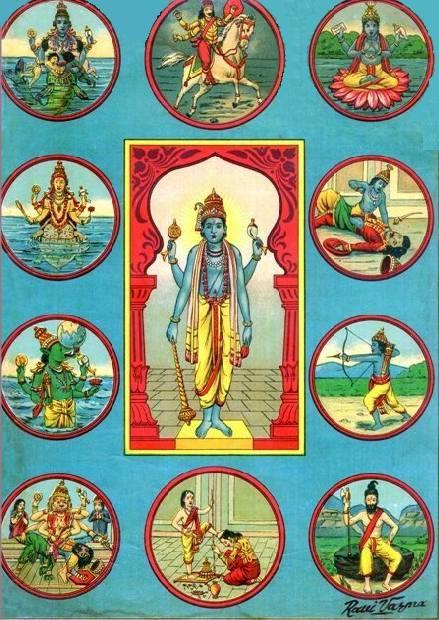
Il daśāvatāra, ovvero i dieci avatara di Visnù in un dipinto di Raja Ravi Varma (1848–1906).

Avatara (AFI: /avaˈtara/; dal sanscrito अवतार, avatāra, AFI: [ɐʋɐtaːrɐ]; a volte adattato, sul modello di inglese e francese, come avatar, /avaˈtar/), in numerose teologie indù, è l'apparizione materiale o la discesa sulla terra della divinità.
Tale termine è collegato al verbo avatṝ (di genere parasamaipadam, attivo, di 1ª classe), con il significato di "discendere in" (accusativo o locativo) oppure "discendere da" (ablativo) ancora "arrivare a" (accusativo) o "essere al posto giusto", "essere adatto" e infine "incarnarsi" (nel caso di una divinità).
La nozione religiosa di "avatara", ovvero la "discesa sulla terra della divinità" compare in India tra il III e il II secolo a.C., nella Bhagavadgītā quando Visnù esprime l'intenzione di assumere diverse forme al fine di restaurare l'ordine cosmico (Ṛta/Dharma).
(Bhagavadgītā IV, 7-8. Corrisponde al Mahābhārata VI, 28, 7-8)
Da tener presente che nelle correnti induiste che vanno sotto il nome di kṛṣṇaismo è Kṛṣṇa ad essere considerato Dio, l'Essere supremo stesso, e fonte degli altri avatara e non semplicemente una manifestazione o un avatara per quanto completo di Visnù, il quale, di converso è visto come una manifestazione minore di Kṛṣṇa.

## Origine e funzione della nozione
Dal punto di vista teologico un avatara è la forma fisica assunta da Visnù, il dio presente nella tradizione vedica e brahmanica, forma fisica assunta per restaurare l'ordine cosmico, il Dharma. Portata a compimento tale missione, l'avatara scompare o viene assorbito in Visnù. Essendo diverse le circostanze in cui il dio deve manifestarsi nella sua forma fisica, differenti sono quindi le forme che esso assume.
Allo stesso modo, gli studiosi osservano come i differenti avatara intendano sussumere diverse divinità regionali, settarie e tribali, all'interno del medesimo contesto brahmanico proprio per mezzo della divinità vedica di Visnù. Questo consente alle teologie di dimostrare come tali differenti forme divine non siano altro che la medesima forma divina di un'unica religione, ovvero di riassumere le diversità, spesso regionali, in una stabile manifestazione religiosa, ovviandone i contrasti e le tensioni.
La nozione di avatara è successivamente uscita dal contesto strettamente visnuita essendo stata applicata anche ad altre divinità indù quale Durgā che, in alcuni testi più recenti, vengono visti assumere forme fisiche al fine di salvare il mondo o, soprattutto, beneficare i propri devoti, salvandoli dai pericoli.

## Gli avatara di Visnù

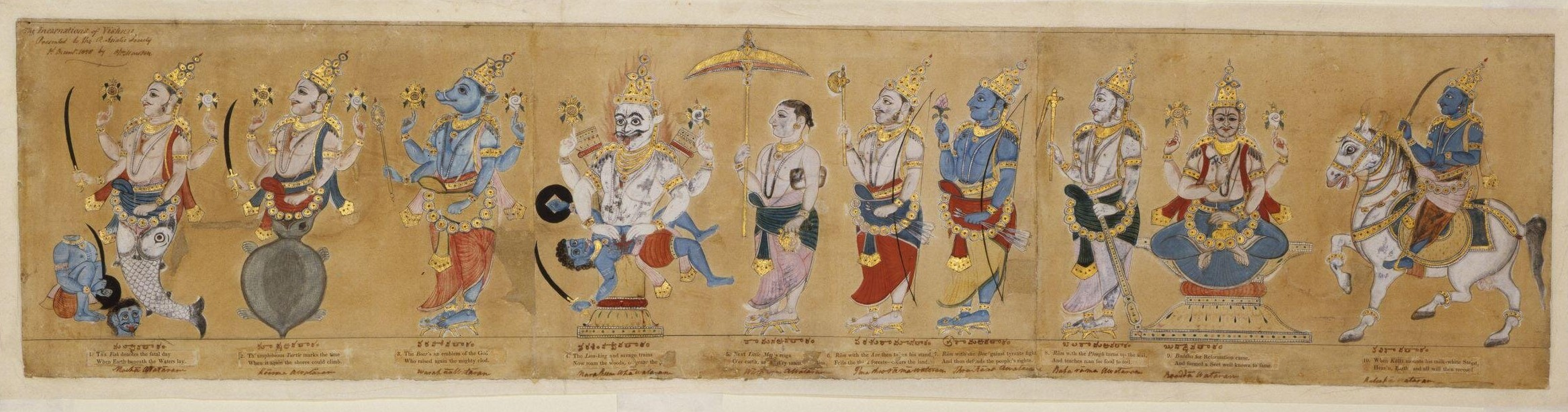
I daśāvatāra di Visnù in un'immagine del XIX secolo.

Le tradizioni sugli avatara di Visnù sono molteplici, ma a partire dalla codificazione delle scuole Pāñcarātra, gli avatara di Visnù furono ritenuti "dieci" (daśāvatāra).
Generalmente si intendono i seguenti avatara:
1. Matsya: quando con la manifestazione del Mondo si verificò il Diluvio Universale, Manu, il progenitore di tutti gli uomini, rischiava di essere annientato dal disastro cosmico, ma Visnù assunse la forma di un pesce enorme per metterlo in salvo dopo avergli intimato di raccogliere tutti i semi della creazione degli esseri viventi per rigenerare la manifestazione del mondo. In questo caso, come nella "forma" di Varāha, Visnù si manifesta in qualità di protettore dell'ordine del cosmo dal caos distruttivo.
2. Kūrma: quando deva e asura unirono le loro forze per miscelare l'Oceano di Latte (Kṣīroda) per ottenere il nettare dell'immortalità (amṛta), utilizzarono il monte Meru come possente zangola e il serpente cosmico Vāsuki per la zangolatura. Ma non trovando dove poggiare la zangola cosmica, si disperarono, allora Visnù prese la forma di enorme tartaruga sulla cui corazza le divinità poggiarono la zangola. In questo caso Visnù si manifesta in qualità di stabilizzatore, fondamento, del cosmo.
3. Varāha: quando il demone Hiraṇyākṣa rapì Pṛthivī (la dea Terra) per trascinarla sotto le acque cosmiche, Visnù prese forma in un immenso cinghiale e, tuffatosi nel mare primigenio, sconfisse il demone liberando la dea Terra.
4. Narasiṃha: quando il devoto di Visnù, Prahlā, venne perseguitato dal proprio padre, il demone Hiraṇyākaśipu, che era invulnerabile alle aggressioni di uomini e di animali, Visnù prese la forma di "uomo-leone" (quindi né uomo, né animale) sconfiggendolo.
5. Vāmana: quando il potente, ma pio, asura Bali conquistò l'intero universo, Visnù assunse l'aspetto di un bramino nano, chiedendo all'asura una cortesia che subito il pio Bali gli concesse. Visnù chiese di poter ottenere un territorio grande quanto i suoi tre passi, viste le dimensioni del dio, Bali fu felice di concedere quanto richiesto. Allora Visnù assunse la propria infinita forma cosmica compiendo i tre balzi infiniti, riconquistando l'universo per gli dèi che ne erano stati privati.
6. Paraśurāma: quando la potente, ma arrogante casta guerriera degli kṣatriya oppresse la casta sacerdotale dei bramini, umiliandoli, Visnù assunse la forma di un cacciatore armato di scure che sconfisse ripetutamente gli kṣatriya, restituendo ai brahmani la legittima supremazia castale.
7. Rāma: quando il demone Rāvaṇa, che non poteva essere sconfitto né da dèi, né da asura, né da altri esseri sovrumani, assoggettò il mondo, Visnù assunse la forma di un principe umano (quindi di un essere non "sovrumano") che sconfisse il demone, restituendo al mondo il dharma e fissando i canoni della regalità virtuosa.
8. Kṛṣṇa: quando il demone Kaṃsa prese ad affliggere la terra con la sua malvagità, Visnù assunse la forma di Kṛṣṇa sconfiggendo il demone e assicurando, successivamente, la vittoria a Kurukṣetra ai cinque fratelli Pāṇḍava contro i loro cugini Kaurava, usurpatori del regno.
9. Buddha: nel caso del Buddha, ovvero del fondatore del buddhismo, antica religione che si pone in alternativa alla cultura religiosa indù, la spiegazione dell'incarnazione di Visnù può essere alternativa. Da una parte i testi più antichi indicano questo avatara di Visnù manifestatosi per ingannare e quindi condurre a rinascite sfavorevoli i suoi seguaci, qui intesi come traditori dei Veda. Dall'altra, in testi più recenti, essa è intesa positivamente come avatara che insegna la non-violenza (ahiṃsā, astenersi dall'uccidere), soprattutto nei confronti degli animali, e la gentilezza d'animo; oppure come avatara di Visnù in una forma che possa essere adorata dai negatori del suo essere Dio, il Bhagavat, ovvero da coloro che negano la supremazia alla divinità.
10. Kalki: è la forma che Visnù assumerà alla fine di questa era detta del kali-yuga, quando apparirà in sella a un cavallo bianco, premiando i virtuosi e punendo i malvagi.

Se questo è l'elenco più comune e diffuso degli avatara, vi sono ulteriori elenchi presenti nella letteratura tradizionale:
- Nel Mahābhārata, segnatamente nel suo  Śantiparvan, vengono indicati: Haṃsa, Kūrma, Matsya, Varāha, Narasiṃha, Vāmana, Rāma (Bhārgava), Rāma (Dāśarathi), Sātvata (Vāsudeva o Baladeva/Balarāma) e Kalki.
- Nel Bhāgavata Purāṇa sono presenti tre elenchi di avatara: in I, 3, 6 e sgg. vengono elencati ventidue nomi; in II, 7, 1 e sgg. ne vengono elencati ventitré; in XI, 4, 3 e sgg. sedici. Da notare che tutti gli elenchi contengono il nome del Buddha e quello di Ṛṣabha, il primo tīrthaṅkara della fede giainista. Tuttavia lo stesso testo intende precisare che "gli avatara sono innumerevoli" (avatārāḥ hyasaṃkheyrāḥ).

### Galleria d'immagini tradizionali degli avatara di Visnù

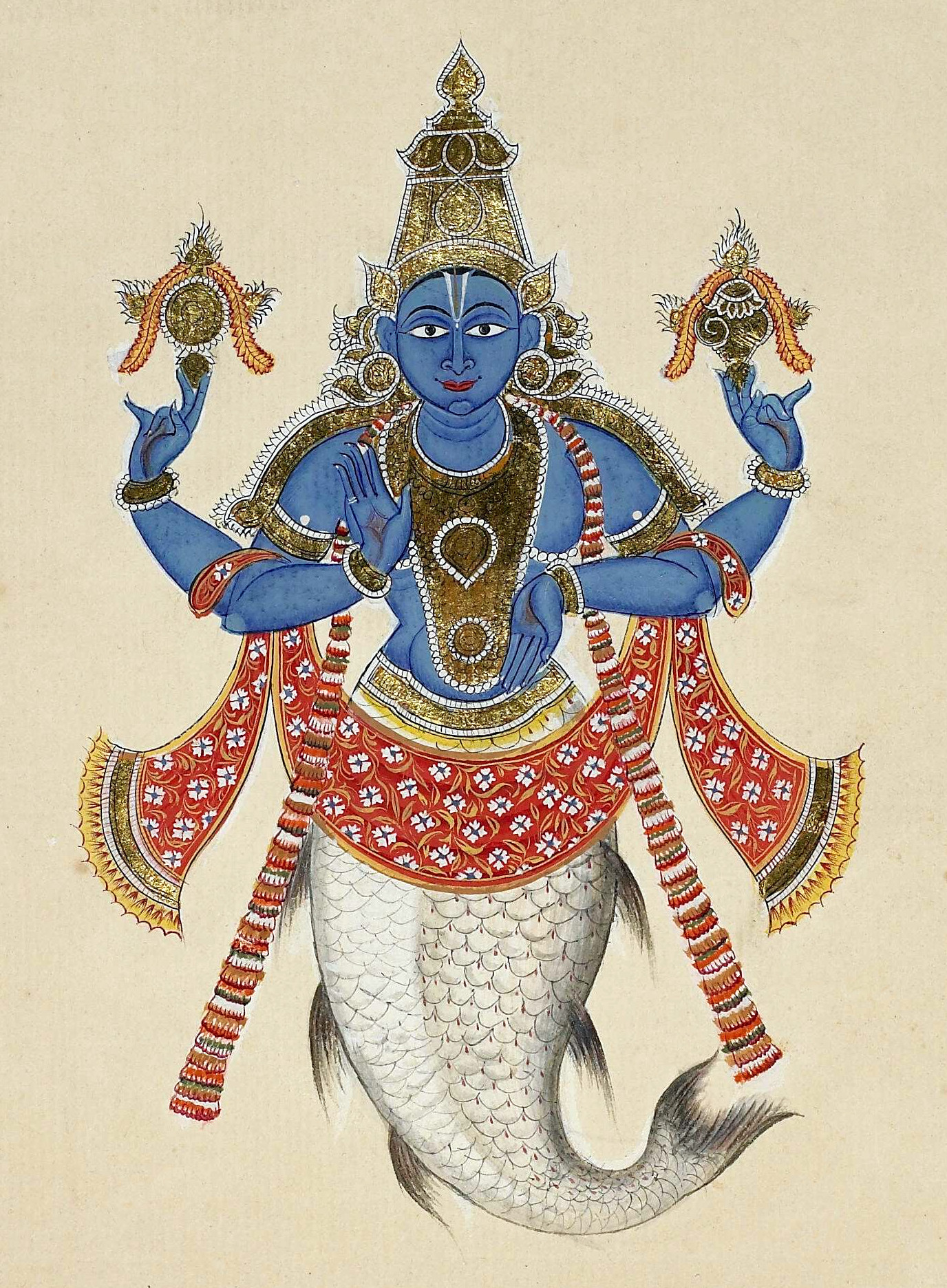
Matsya (XIX secolo)
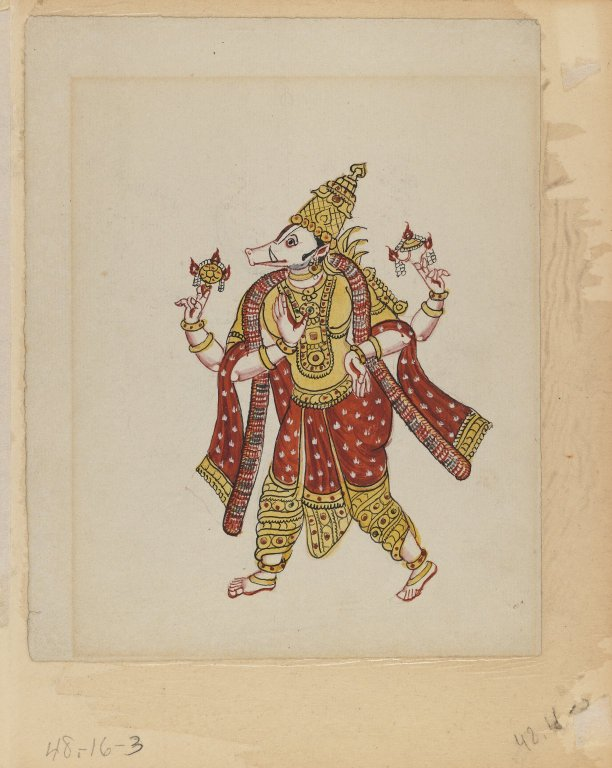
Varāha (XIX secolo)
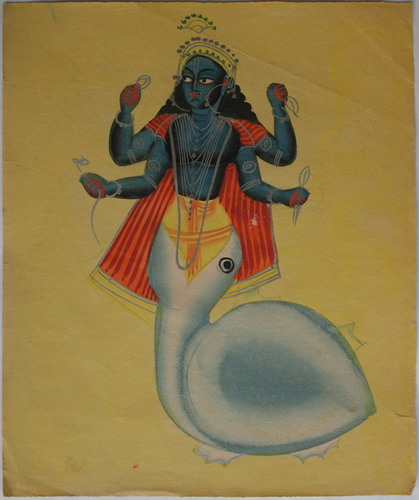
Kūrma (XIX secolo)
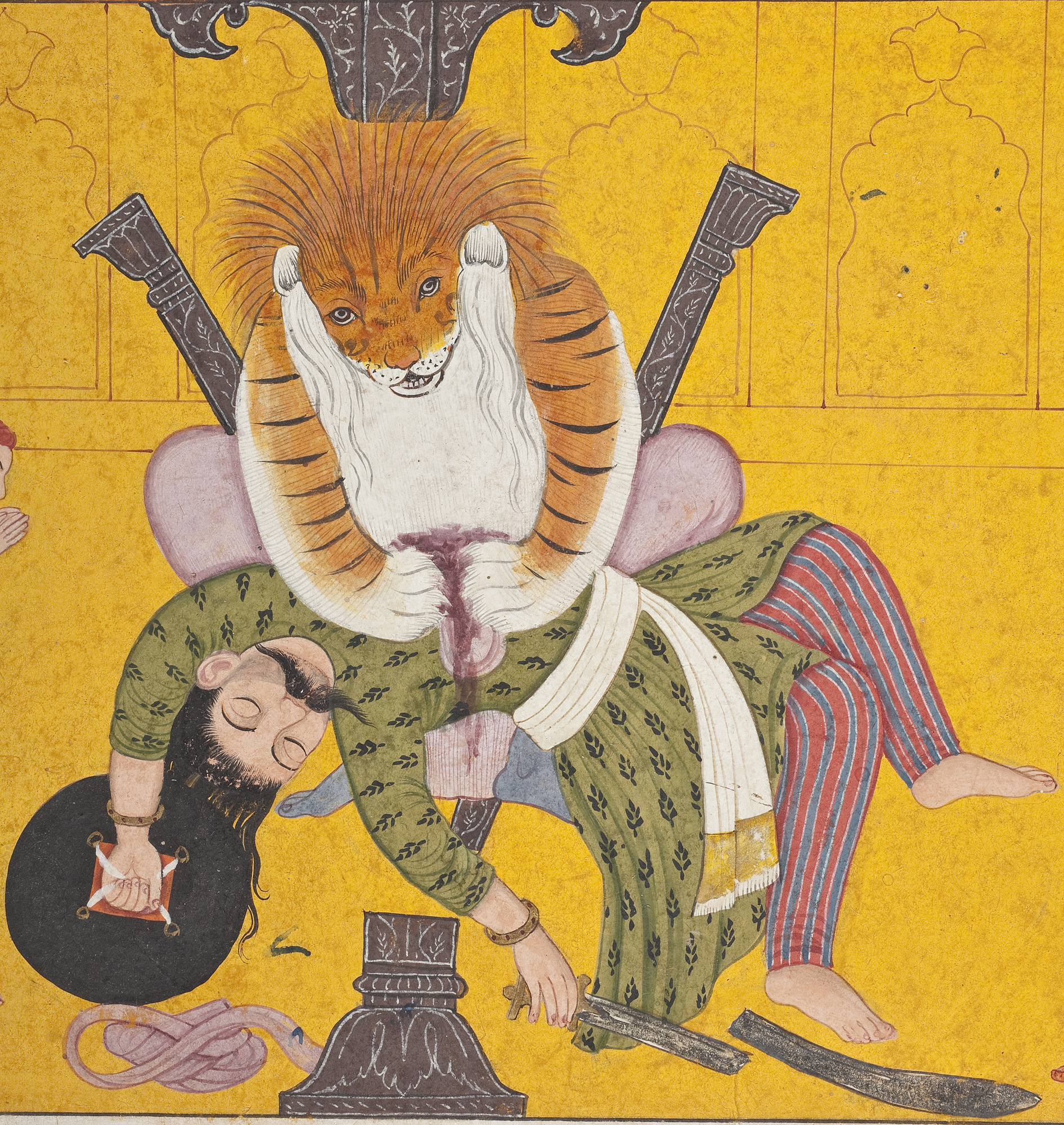
Narasiṃha smembra il demone Hiraṇyākaśipu (XVIII secolo)
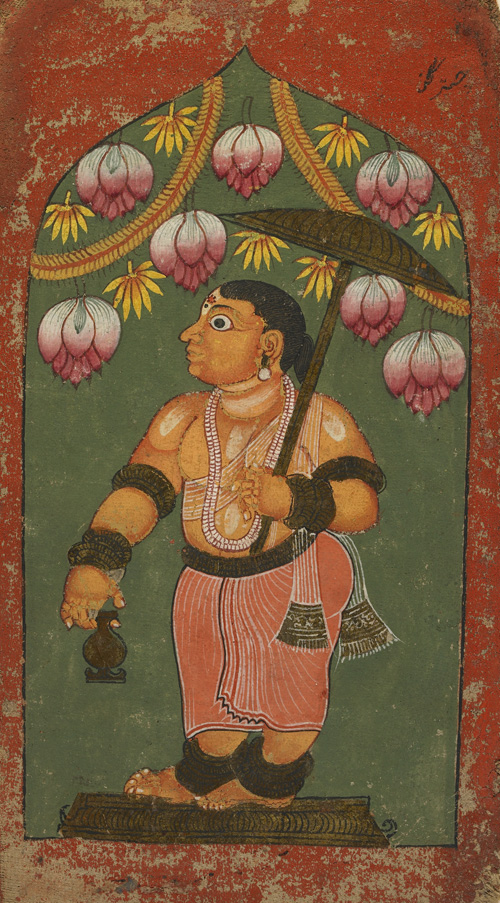
Vāmana (XVIII secolo)
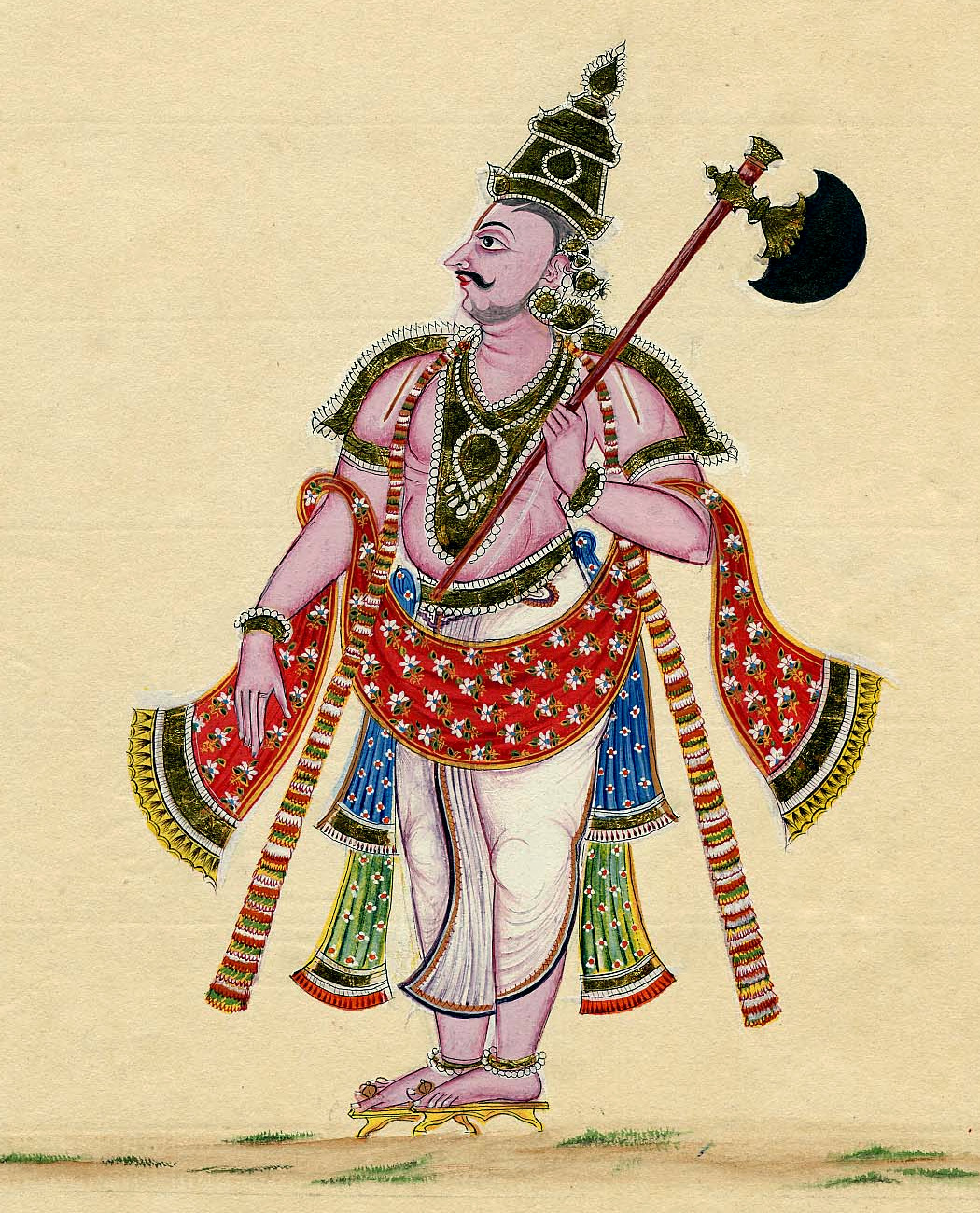
Paraśurāma (XIX secolo)
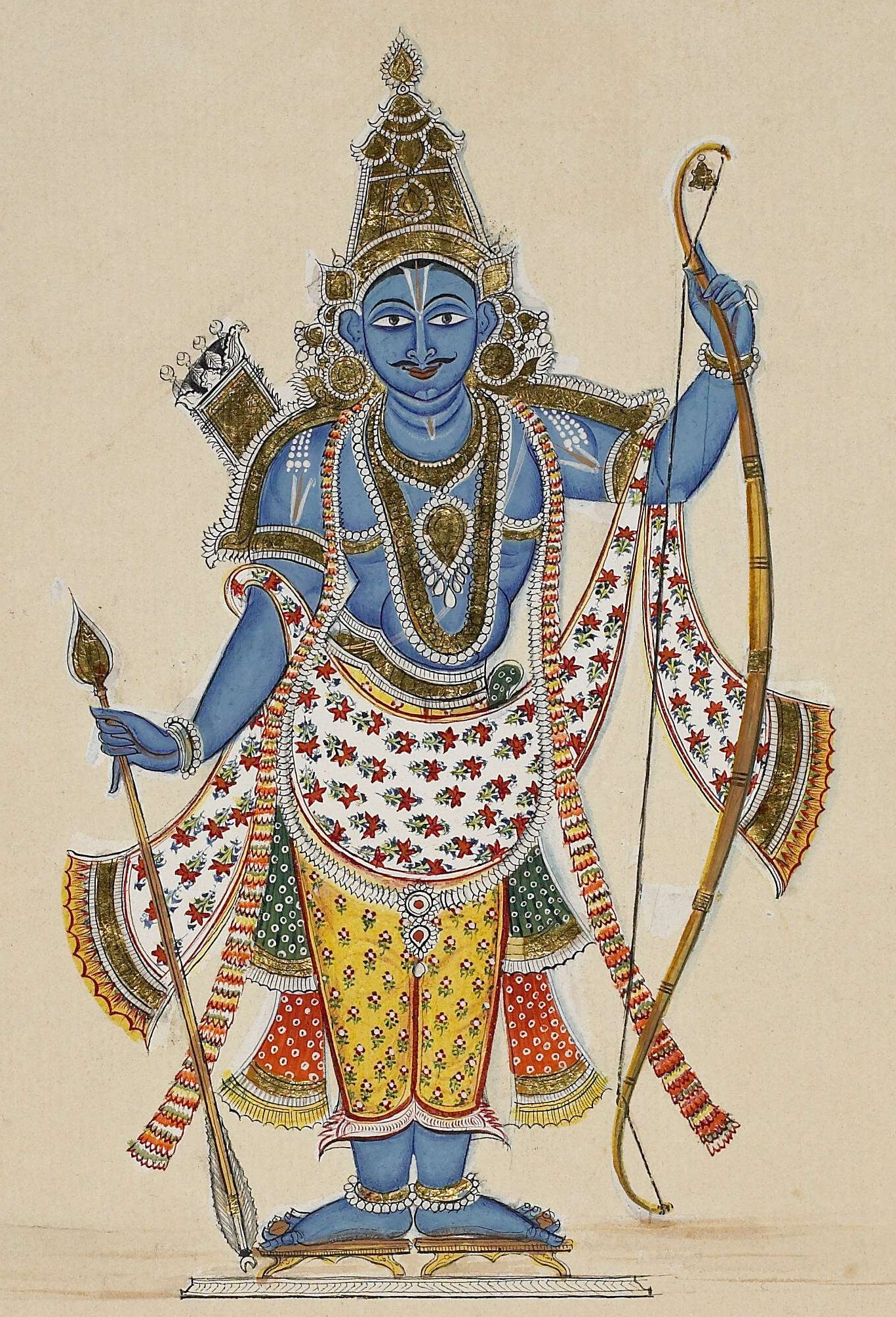
Rāma (XIX secolo)
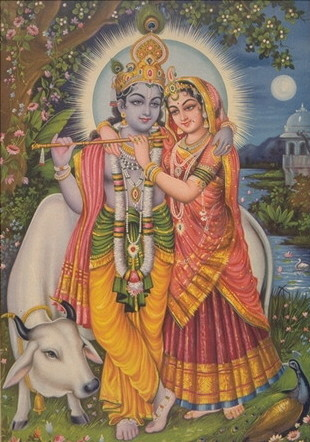
Kṛṣṇa con la sua eterna paredra Rādhā (XX secolo)
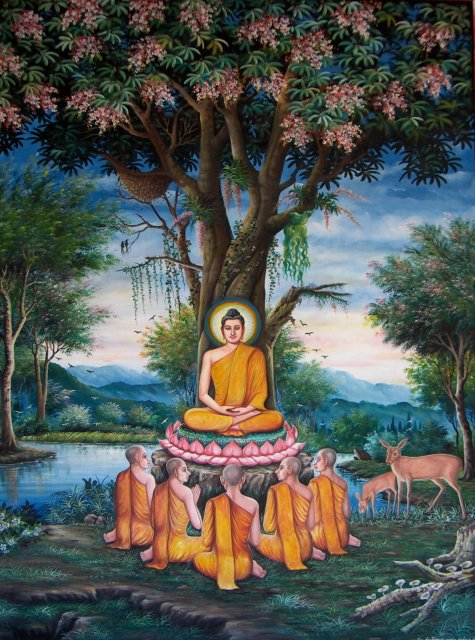
Buddha (XX secolo)
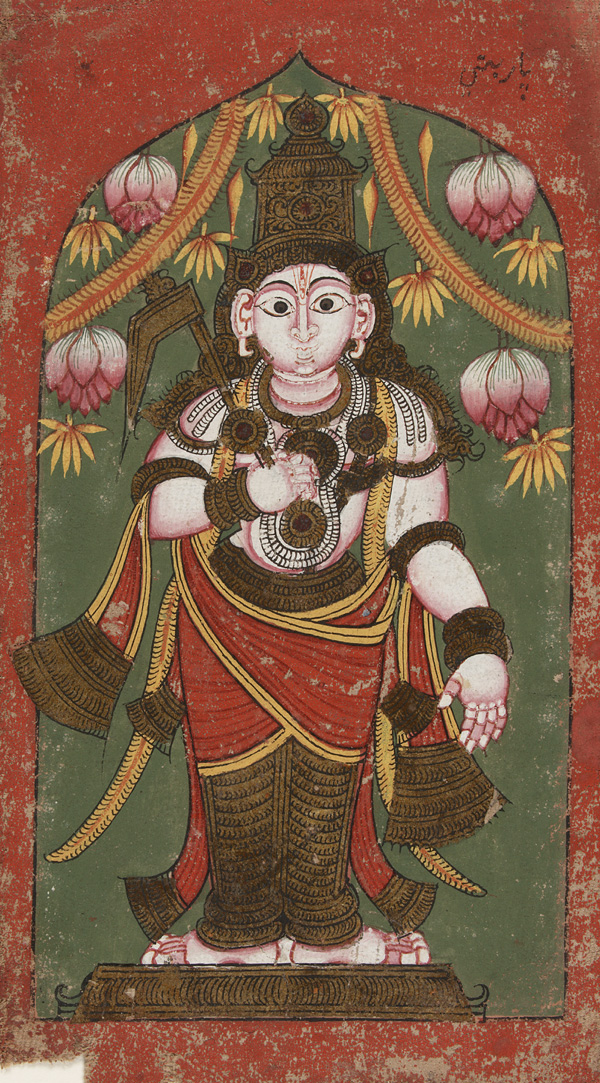
Balarāma (XVII secolo)
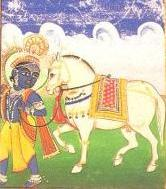
Kalki (IX secolo)